# نينا بودن
نينا باودن  (بالإنجليزية: Nina Bawden)‏ مواليد 19 يناير 1925م روائية وكاتبة أدب أطفال إنجليزية. ترشحت للقائمة القصيرة لجائزة البوكر عام 1987 وجائزة مان بوكر المفقودة في 2010.
 تم اختيارها ضمن مجموعة لأن تكون قاضية بوكر ووضع قائمة بوكر القصيرة.

## نشأتها
ولدت في عام 1925 ونشأت في إلفورد، إسيكس. كانت والدتها معلمة ووالدها عضوا في مشاة البحرية الملكية. تم إجلاؤها خلال الحرب العالمية الثانية إلى ويلز، في سن الرابعة عشرة. أمضت العطل المدرسية في مزرعة في شروبشاير مع والدتها وأشقائها.

التحقت بكلية سمرفيل، أكسفورد، حيث حصلت على شهادة البكالوريوس في الفلسفة والسياسة والاقتصاد.

من 1946-1954 تزوجت بهاري باودن، أنجبت طفلين، نيكولاس (انتحر عام 1981) وروبيرت. في عام 1954 تزوجت باودن من أوستن كارك، كان مراسلا في وقتها وترقى بعد ذلك حتى وصل في نهاية المطاف لمنصب مديرا في «بي بي سي وورلد سيرفيس». أنجبت منه طفلة برديتا التي توفيت في شهر مارس عام 2012م، كان لها أيضا ابنتين من زوجته السابقة وهما كاثي التي تعيش في نيوزيلندا وتريسا تقيم في لندن. في العاشر من مايو 2002 كان الزوجان في طريقهما لحضور حفلة في كامبريدج، لكن خرج القطار عن مساره. ومات في الحادث كارك وعانت زوجته من كسور في الكاحل والذراع والقدم والكتف.وحصلت باودن على قرابة مليون جنيه استرليني كتعويض من "Network Rail" وشركة «جارفيس» للقطارات. وروت باودن قصة الحادث في روايتها «عزيزي أوستن». 

توفيت باودن في بيتها في شمال لندن في 22 أغسطس 2012.

## روايات
- حرب كاري
- الطيور على الشجرة
- ابنة الساحرة
- في حالة فرار

## وصلات خارجية
- نينا بودن على موقع IMDb (الإنجليزية)
- نينا بودن على موقع إن إن دي بي (الإنجليزية)
- نينا بودن على موقع قاعدة بيانات الفيلم (الإنجليزية)